# Jesuskirche (Lössau)

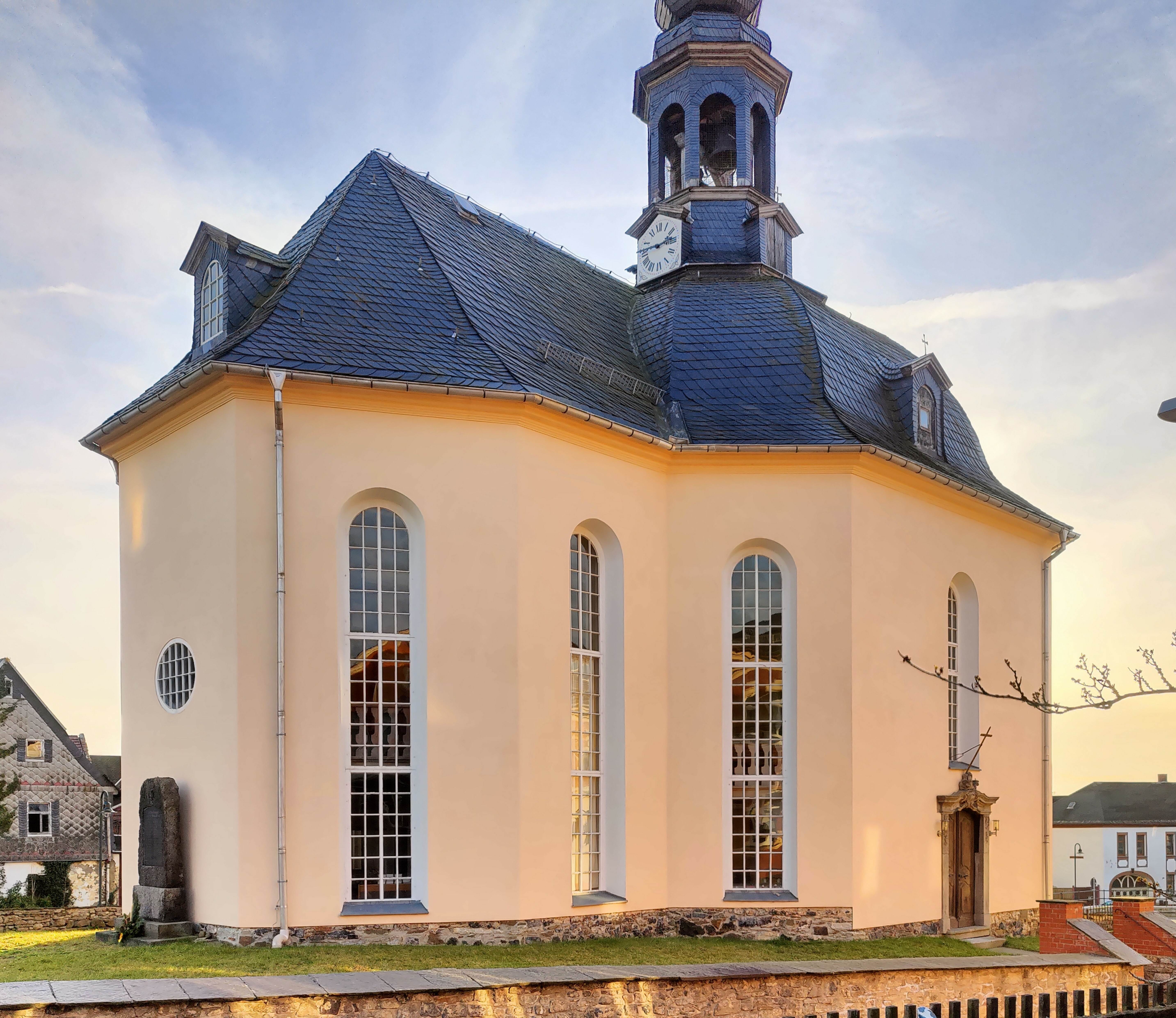
Jesuskirche Lössau

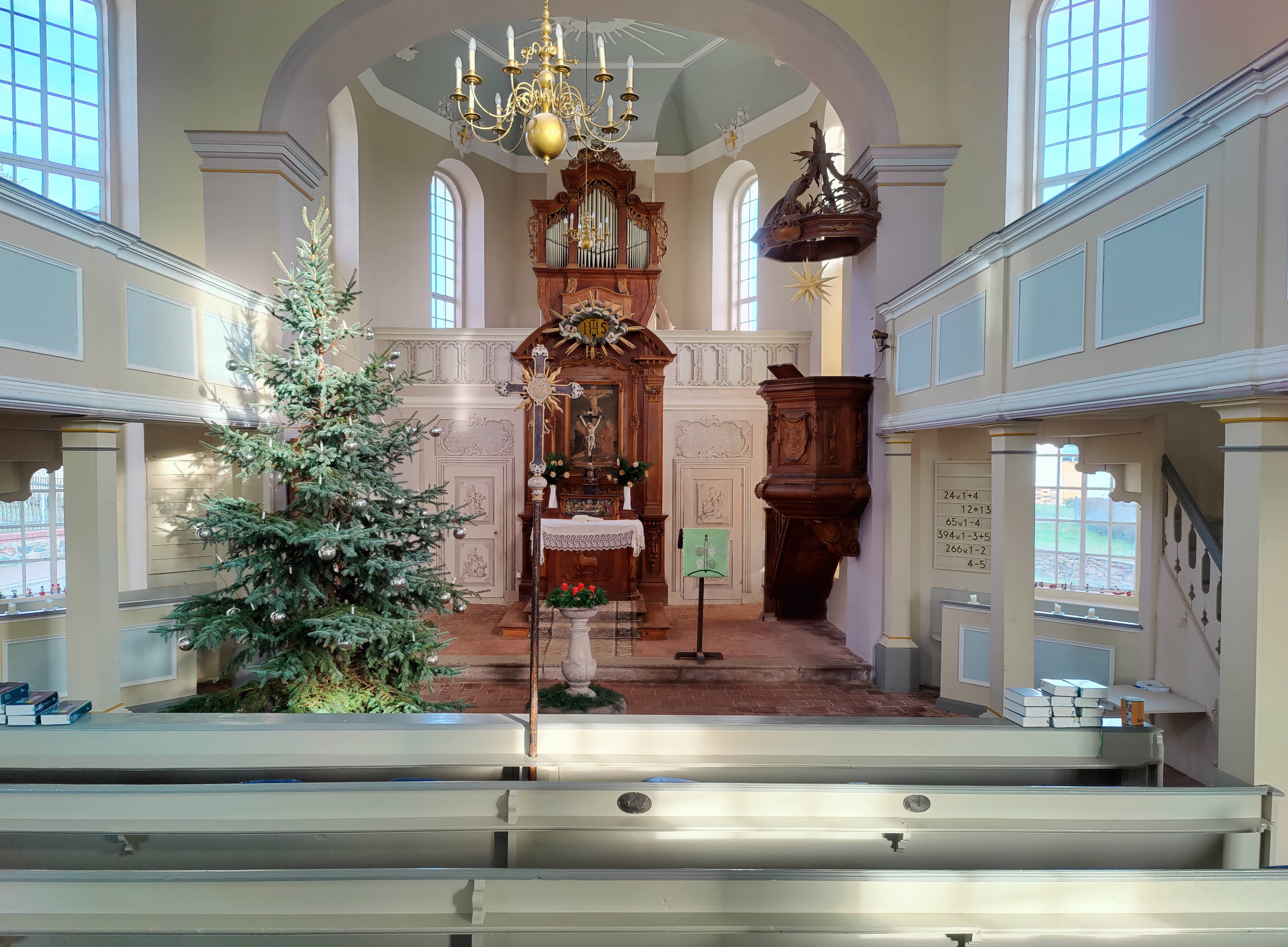
Innenraum, Blick nach Westen (2023)

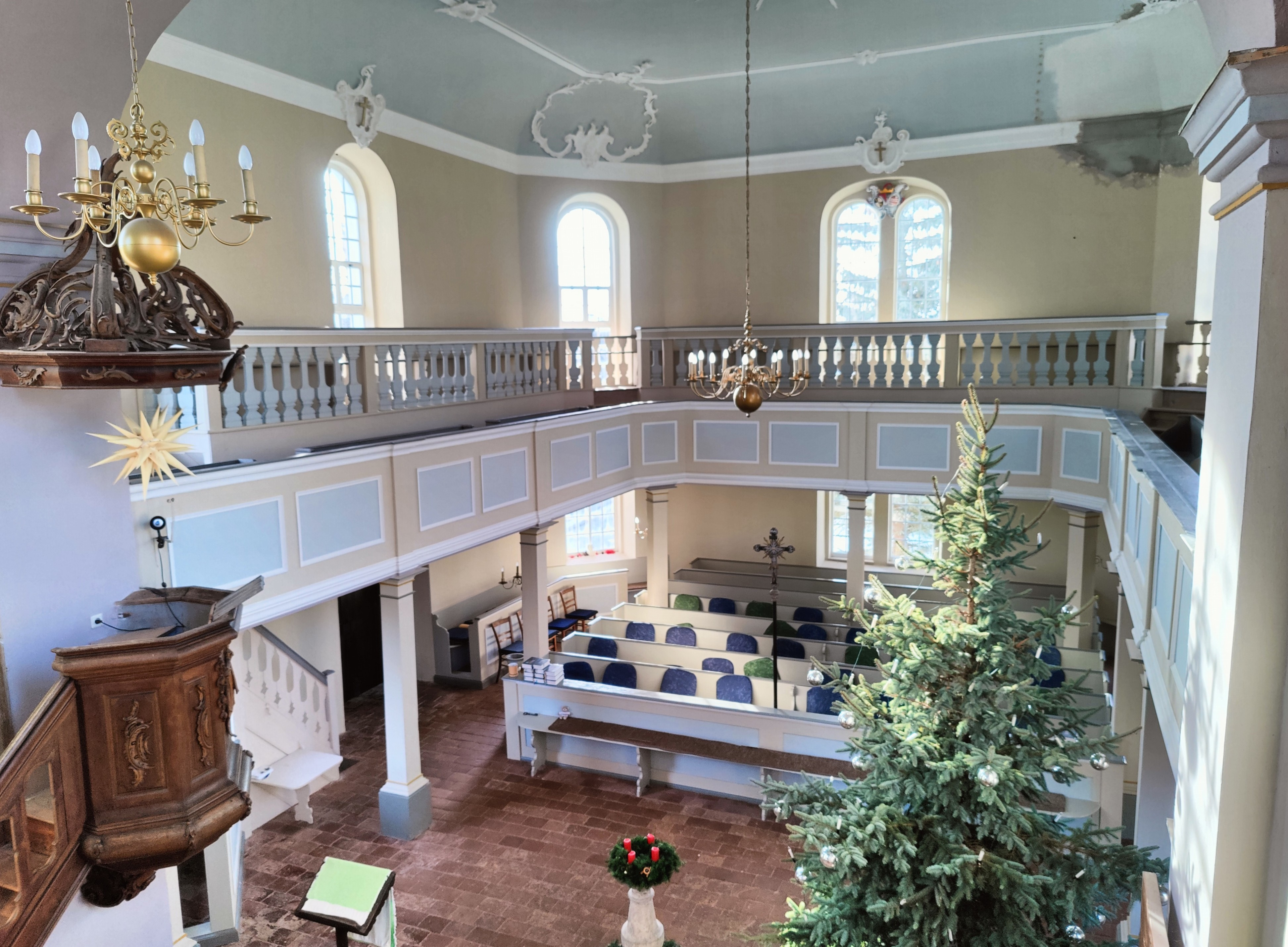
Innenraum, Blick nach Osten

Die evangelisch-lutherische Jesuskirche Lössau, sie hat den Zusatz Jesu crucifixo (dem gekreuzigten Jesus), steht in Lössau, einem Stadtteil von Schleiz im Saale-Orla-Kreis in Thüringen. Die Kirchengemeinde Lössau gehört zum Pfarrbereich Schleiz im Kirchenkreis Schleiz der Evangelischen Kirche in Mitteldeutschland.

## Geschichte
Im Jahre 1754, ein Jahr nach der Fertigstellung der Jesuskirche in Kirschkau, wandten sich die Lössauer wegen des Zustandes ihrer Kirche an ihren Fürsten Heinrich XII. von Reuß-Schleiz. Dieser entschied sich letztlich für einen vollständigen Neubau durch Johann Gottlieb Riedel. Von 1755 bis 1759 dauerten die Arbeiten. Die Einweihung verzögerte sich allerdings durch den Siebenjährigen Krieg bis 1763.

## Beschreibung
Der Zentralbau hat einen achtseitigen Grundriss. An den Saal schließt sich ein rechteckiger Chor mit dreiseitigem Abschluss an. Die Kirche hat Rundbogenfenster, sie ist bedeckt mit einem geschweiften Walmdach, bekrönt von einem achtseitigen offenen Dachreiter. In ihm hängen zwei Gussstahlglocken, die sich die Gemeinde nach dem 2. Weltkrieg anschaffte. Der Innenraum der Kirche mit seinen schlichten Emporen wird durch den Kontrast zwischen der hellen Ausmalung und den dunklen, naturbelassenen Prinzipalien bestimmt. In der Hauptachse stehen Altar und Orgel übereinander. Die Kanzel befindet sich an der Seitenwand, ihr gegenüber das schlichte Taufbecken auf Balustern. An der Front des Altars befindet sich ein geschnitztes Gotteslamm, an der Kanzel ein geschnitztes Schweißtuch der Veronika. An die Türen der Altarwand sind die vier Evangelisten gemalt.

## Orgel
Die Orgel mit 10 Registern, verteilt auf ein Manual und Pedal, wurde 1763 von Johann Tobias Hiebe aus Schleiz gebaut.
Die Disposition lautet:
| Manual CD–c3                |    |
| Grobgedackt                 | 8′ |
| Principal                   | 4′ |
| Kleingedackt                | 4′ |
| Flaut                       | 4' |
| Quinta                      | 3' |
| Octava                      | 2' |
| Sesquialtera Discant (ab c) |    |
| Mixtur III                  |    |
| Tremulant                   |    |

| Pedal CD–c1    |     |
| Sub-Bass       | 16′ |
| Principal-Bass | 8′  |

- Calcanten-Wecker